# NANO
Das NANO Science Center (bis Mai 2024 Extavium, bis Mai 2011 Exploratorium Potsdam) ist eine naturwissenschaftliche, didaktische Einrichtung mit Ausstellung in Potsdam.

## Konzept
Im NANO Science Center wird Naturwissenschaft begreifbar gemacht, um Kinder zwischen fünf und zwölf Jahren spielerisch an naturwissenschaftliche Grundlagen heranzuführen. Für weiterführende Schulen gibt es ebenfalls passende Angebote in Form von Experimentierkursen und Vorträgen. NANO will Kinder, Schüler und allgemein Laien damit stärker für die Naturwissenschaften begeistern.

## Chronik

### Vorbereitung
Im Juni 2004 gründeten sieben Potsdamer Eltern den Verein Exploratorium Potsdam e. V. mit dem Ziel, ein wissenschaftliches Mitmachmuseum aufzubauen, und begannen mit dem Bau von ersten naturwissenschaftlichen Exponaten. An den Werkstattarbeiten der Exponaten wurde im November 2004 begonnen. Im April 2005 gab es für die Exponate in der Grundschule am Griebnitzsee eine Testphase. Im selben Jahr wurde mit dem Herbst-Exploratorium im Potsdamer Hauptbahnhof die erste Ausstellung mit 50 Exponaten und dem Chemielabor realisiert. Dabei wurden 12.000 Besucher in fünf Wochen gezählt.

### Standort Wetzlarer Straße
Im September 2006 konnte ein fester Ausstellungsraum in einer Halle in der Wetzlarer Straße in Potsdam-Babelsberg eröffnet werden. Im April 2007 erhielt das Exploratorium die Auszeichnung als „innovativer und zukunftsrelevanter Ort im Land der Ideen“ (Schirmherrschaft Bundespräsident Horst Köhler). Die Feier zum einjährigen Bestehen fand im September 2007 statt, wo auch der Ministerpräsident Matthias Platzeck und Oberbürgermeister Jann Jakobs anwesend waren. Im Oktober 2007 wurde die Marke von 100.000 Besuchern seit Gründung erreicht.
Im September 2008 startete das Schulprogramm. Im Oktober 2008 erschien beim MOSAIK Verlag das im Exploratorium entstandene Forscherbuch für Schüler Wie funktioniert die Welt? Naturphänomene im Alltag von Axel Werner. Im November 2008 wurde die Filmpark Babelsberg GmbH Gesellschafter im Exploratorium Potsdam e. V. und unterstützt seitdem das Team des Vereins. Im gleichen Monat wurde die Auszeichnung als „Leuchtturm für eine Kultur der Nachhaltigkeit“ verliehen.
Im Juni 2009 wurde dem Exploratorium die Auszeichnung mit dem Adolf-Reichwein-Preis für Pädagogik verliehen. Die 250.000. Besucherin wurde im September 2009 im Beisein von Ministerpräsident Matthias Platzeck empfangen. Außerdem feierte das Exploratorium den dritten Geburtstag mit 100 Kindern der Potsdamer und Berliner Arche.
Die Gründer Elizabeth Prommer, Ulrich Hienzsch und Axel Werner trugen sich im Januar 2010 in das Goldene Buch der Stadt Potsdam ein. Im September 2010 eröffnete das Exploratorium Potsdam einen Ableger in Eisenhüttenstadt: das Mini-Exploratorium im dortigen Kulturzentrum. 

### Umbenennung
Das Exploratorium wurde zum 1. Juni 2011 in Extavium – Das wissenschaftliche Mitmachmuseum umbenannt. Der neue Name Extavium knüpft mit der ersten Silbe Ex- und der Endung -ium an den vorigen Namen Exploratorium an. Der mittlere Namensteil tavi besteht aus den Anfangsbuchstaben der lateinischen Wörter terra (Erde), aqua (Wasser), ventus (Wind) und ignis (Feuer). Damit sind die aus der Antike überlieferten vier Elemente gemeint („Wind“ steht hier stellvertretend für das Element „Luft“). Das fünfte Element, die „Quintessenz“, soll der Besuch des Extaviums sein, bei dem Forschen, Staunen und Fragen zu der Erkenntnis führen, wie die Welt funktioniert.

### Neueröffnung im Filmpark Babelsberg
Im März 2012, neun Monate nach der Umbenennung, wurde das Extavium in der Caligari-Halle am Filmpark Babelsberg neueröffnet. Im Dezember 2012 stieg die Vielfalt der Experimentierkurse auf 50 verschiedene Angebote.

### Umzug ins Stadtzentrum
Im August 2015 zog das Extavium in das Potsdamer Stadtzentrum, Am Kanal 57.

### Betreiberwechsel und erneute Umbenennung
Im Mai 2020 wurde das Extavium durch die gemeinnützige Trägergesellschaft "Die Kinderwelt gGmbH" als Betriebsteil übernommen und im Rahmen der Konsolidierung 2024 in NANO Wissenschaft begreifen umbenannt.

### Neubau in Babelsberg
Das Science Center soll in den 2020er Jahren einen Neubau in der Babelsberger Medienstadt erhalten.

## Sammlung, Ausstellung und Kurse

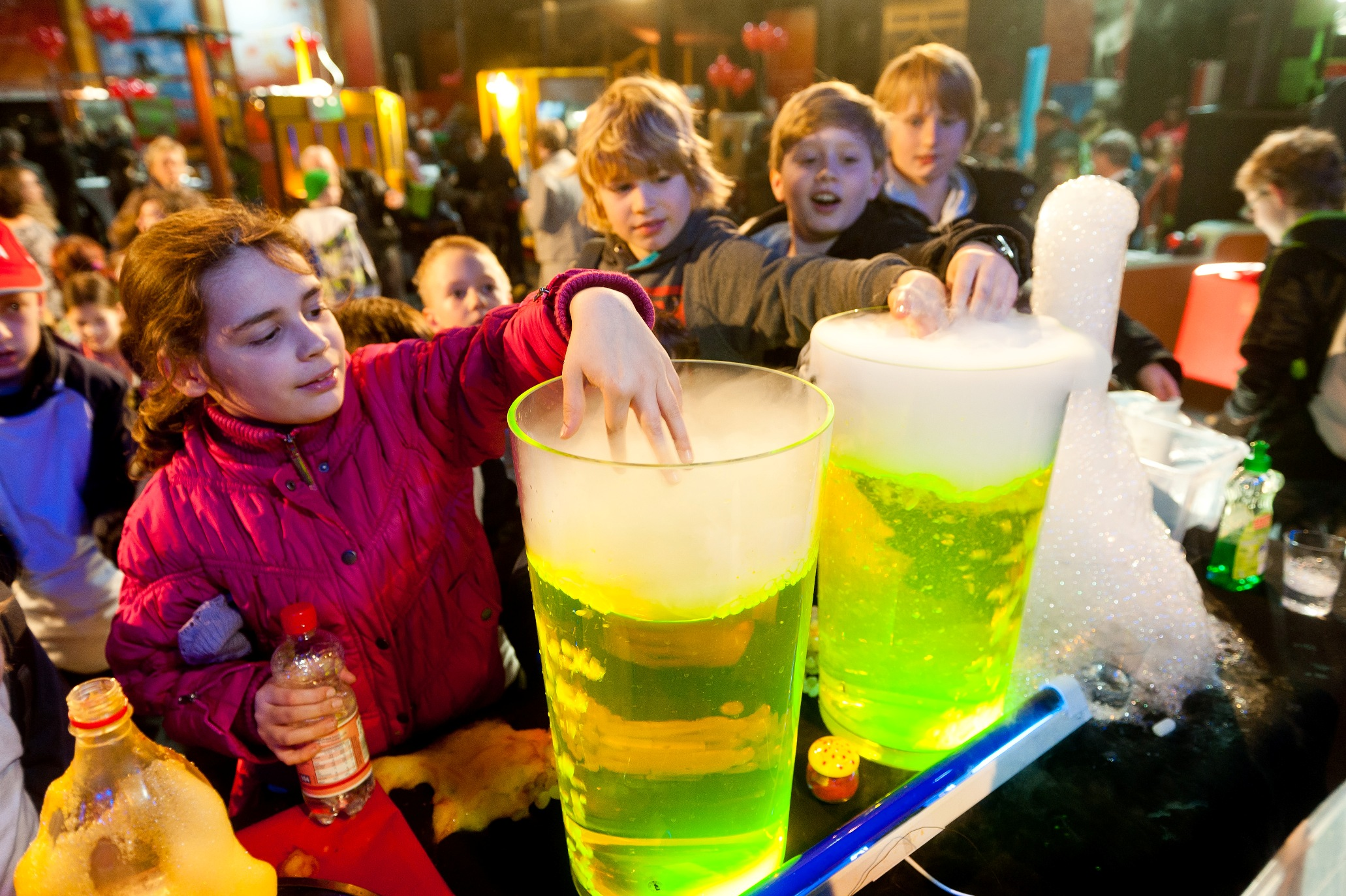
Kinder erforschen die Ausstellung

Das Motto des NANO lautet „Mitmachen – Staunen – Verstehen“. Dieser Grundsatz spiegelt sich in der Konzeption des Science Centers wider, das mit interaktiven Exponaten und wechselnden Experimentierkursen die Neugier von Kindern und Jugendlichen auf die Naturwissenschaften und den Gesetzen und Prinzipien von Naturerscheinungen befriedigen will. Durch Bereitstellung von Anschauungsmaterial und Experimentiermöglichkeiten werden Phänomene wie die Gravitation oder der Magnetismus anschaulich erklärt.
In zwei Experimentierlaboren wird selbst experimentiert und geforscht. Das NANO bietet Kurse auf unterschiedlichem Lernniveau für Kita-Kinder, Grundschüler und Schüler weiterführender Schulen. Erzieher, Lehrer und Eltern können sich in Workshops und an Fortbildungstagen weiterbilden lassen. Im Mittelpunkt der Ausstellung steht das Erkennen von naturwissenschaftlichen Phänomenen in Verbindung mit dem alltäglichen Geschehen. Die Exponate in der Ausstellung dürfen angefasst und erforscht werden. Für Fragen stehen geschulte Tutoren zur Verfügung.